# Alain de Prelle
Pour les autres membres de la famille, voir Famille de Prelle de la Nieppe.
Alain de Prelle de la Nieppe, né à Pékin le 30 novembre 1922 et mort à Khouribga (Maroc) le 23 août 1955, dans un accident de voiture, était un journaliste et aventurier belge.

## Biographie
Alain de Prelle est le fils aîné de Roger de Prelle (1895-1953) et de la baronne Marguerite Moncheur (1889-1972).
À 9 ans, il saute le mur de son collège, sème tous ses professeurs et aînés lancés à sa poursuite et gagne Anvers, bien décidé à s'engager comme mousse sur un navire marchand. On ne le rattrapera que grâce à des appels lancés à la radio.
Au printemps 1941, âgé de 18 ans, il s'enfuit vers l'Angleterre, seul, à vélo, sans plan et sans autre viatique que sa collection de timbres. Ayant gagné Londres, il entre à la Royal Navy en 1942 puis il est chargé d'une mission de liaison aux États-Unis. Il suit l'entraînement spécial des commandos de la marine au début de 1944. En juin, il participe au Débarquement en Normandie.
Après la guerre, il se consacre au journalisme et à l'aventure. On lui doit un ouvrage historique sur les batailles navales entre l'Italie et la Royal Navy (Tarente, Bardia, Tobrouk et Matapan) édité en 1945 aux Éditions De Visscher. Après la Libération, il devient reporter et donnera ses articles à plusieurs organes de presse. Il fait alors, seul ou avec son épouse, plusieurs tours du monde. Très lié avec l'éditeur Paul Dupuis, il vient lui proposer un reportage pour son magazine Le Moustique. Au cours de la conversation, Charles Dupuis, frère de Paul, lui lance un défi : « Et si vous faisiez ce tour du monde sans argent ? ». Le défi est relevé. Le récit de son aventure sera donc tout naturellement édité aux éditions Dupuis. Ce seront les livres Le Tour du monde sur un billet de mille et Cent mille kilomètres en système D. il y aura aussi Plus riche que Lavarède et Fiancé à l'aventure, toujours chez Dupuis.
En 1946, il épousa à Bruxelles Purification Hernaiz Van den Eynden (1924-2011). Ils eurent un fils et trois filles.
En 1955, il est au Maroc pour couvrir un soulèvement nationaliste près de Oued Zem. Il meurt à l'hôpital de Khouribga à la suite d'un accident de voiture,,,,,,,,.
Les archives d'Alain de Prelle sont transférées par son fils Cédric au Centre d'études guerre et société en mai 2022 et juin 2023

## Œuvres
1. De plein Fouet, Édition De Visscher, 1945
2. Le Tour du Monde sur un Billet de Mille, Éditions Dupuis, 1953 (Préface du Lieutenant-Colonel Albert Crahay, Ancien Commandant du Premier Bataillon des Volontaires Belges pour la Corée).
3. Cent Mille Kilomètres en Système D, Éditions Dupuis.
4. Plus Riche que Lavarède, Éditions Dupuis.
5. Fiancé à l'Aventure, Éditions Dupuis, 1955 (Grand Prix de l'Aventure vue par les Jeunes (Éditions Dupuis), préface du Raymond Vanker).
6. Avontuur is mijn Beroep, Édition Vink, 1955 (Traduction néerlandaise du « Tour du Monde sur un Billet de Mille »).
7. Mijn Avonturen in het Land van de Mau-Mau, Éditions Vink.
8. Le Commando de la mort, histoire complète inédite publiée dans le no 22 du Journal de Tintin, édition belge francophone, 1er juin 1950, illustrée par Raymond Reding.

## Galerie de photos

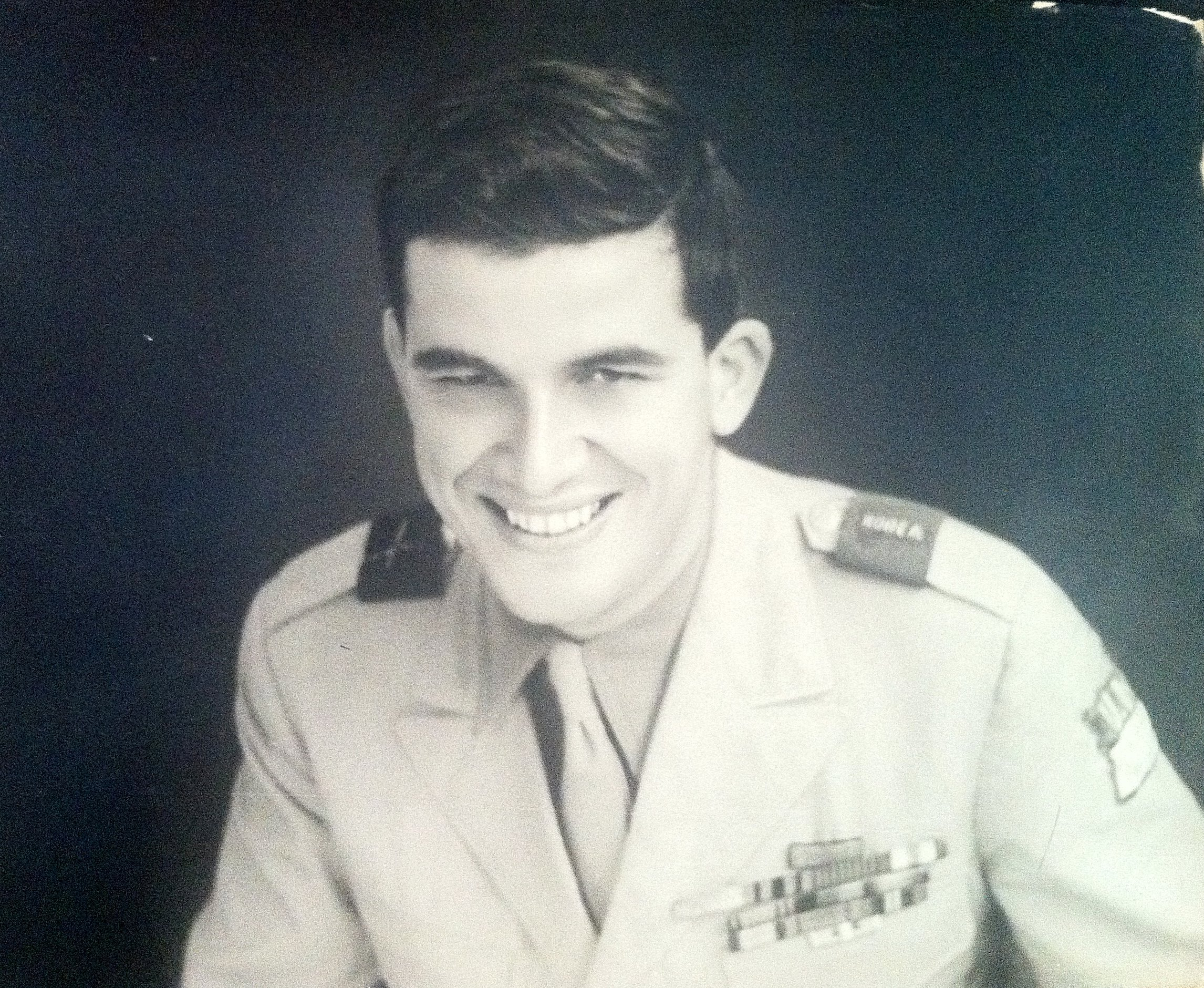
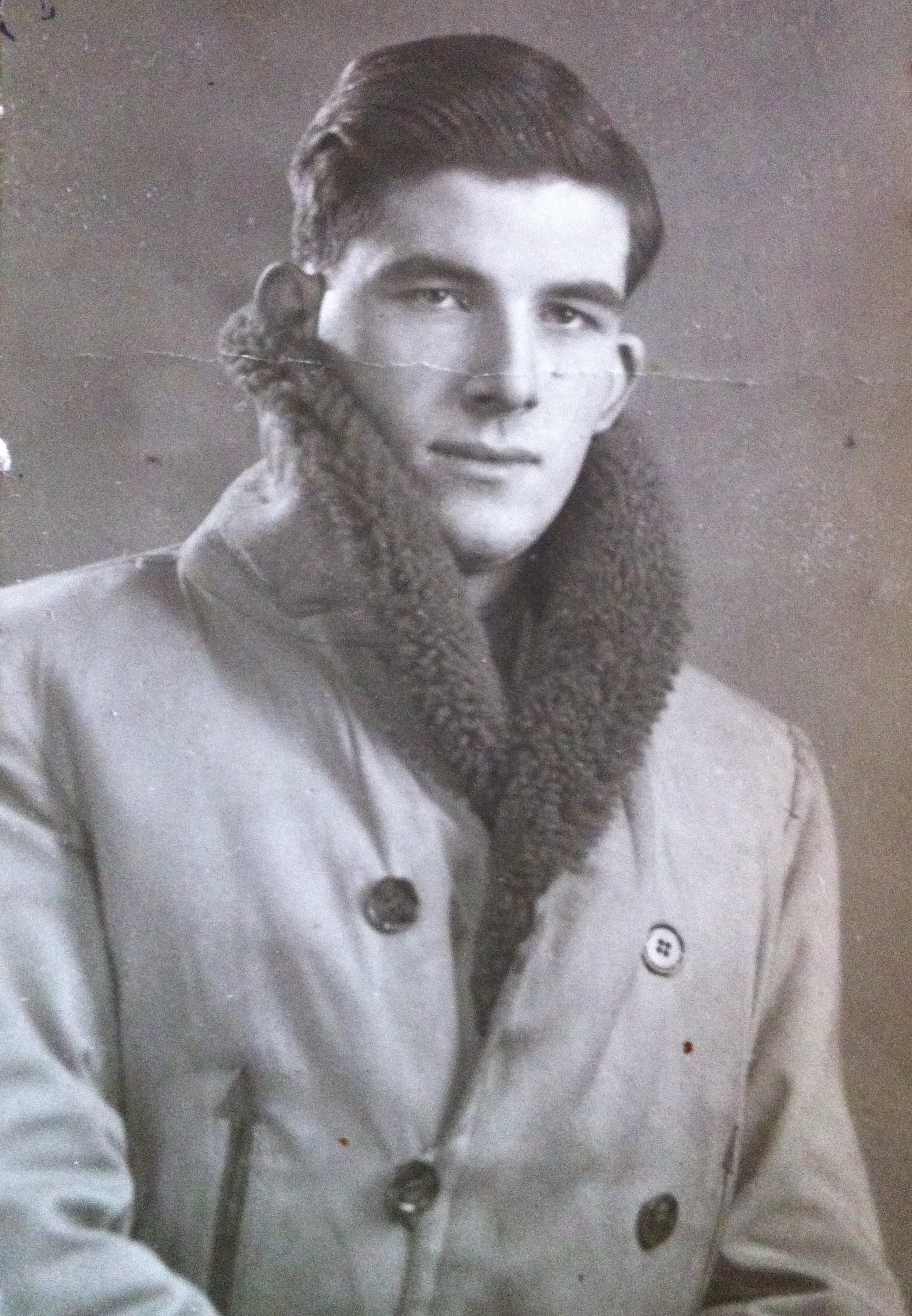